# Можи-дас-Крузис (микрорегион)

Можи-дас-Крузис на карте.

Можи-дас-Крузис (порт. Microrregião de Mogi das Cruzes) — микрорегион в Бразилии, входит в штат Сан-Паулу. Составная часть мезорегиона Агломерация Сан-Паулу. 
Население составляет 	1 316 402	 человека (на 2010 год). Площадь — 	2 061,446	 км². Плотность населения — 	638,58	 чел./км².

## Демография
Согласно сведениям, собранным в ходе переписи 2010 г. Национальным институтом географии и статистики (IBGE), население микрорегиона составляет:						
| Полное население                             | Полное население                             | Полное население                             | Полное население                             | 1 316 402 |
| -------------------------------------------- | -------------------------------------------- | -------------------------------------------- | -------------------------------------------- | --------- |
| в том числе:                                 | Городское население                          | 1 254 134                                    | Процент городского населения, %              | 95,27     |
|                                              | Сельское население                           | 62 268                                       | Процент сельского населения, %               | 4,73      |
|                                              | Мужское население                            | 644 845                                      | Процент мужского населения, %                | 48,99     |
|                                              | Женское население                            | 671 557                                      | Процент женского населения, %                | 51,01     |
| Плотность населения, чел/км²                 | Плотность населения, чел/км²                 | Плотность населения, чел/км²                 | Плотность населения, чел/км²                 | 638,58    |
| Население микрорегиона в % к населению штата | Население микрорегиона в % к населению штата | Население микрорегиона в % к населению штата | Население микрорегиона в % к населению штата | 3,19      |

## Статистика
- Валовой внутренний продукт на 2003 составляет 9 120 158 198,00 реалов (данные: Бразильский институт географии и статистики).
- Валовой внутренний продукт на душу населения на 2003 составляет 7236,53 реалов (данные: Бразильский институт географии и статистики).
- Индекс развития человеческого потенциала на 2000 составляет 0,776 (данные: Программа развития ООН).

## Состав микрорегиона
В составе микрорегиона включены следующие муниципалитеты:
1. Биритиба-Мирин
2. Феррас-ди-Васконселус
3. Гуарарема
4. Итакуакесетуба
5. Можи-дас-Крузис
6. Пуа
7. Салезополис
8. Сузану